# Paulin Martin
Pour les articles homonymes, voir Martin.
Jean-Pierre Hippolyte Martin, dit Paulin Martin, né à Lacam-d'Ourcet (Lot) le 20 juillet 1840, mort à Amélie-les-Bains (Pyrénées-Orientales) le 14 janvier 1890, est un prêtre catholique, orientaliste et bibliste français.

## Biographie
Il fit ses études secondaires au petit séminaire de Montfaucon, puis sa théologie au séminaire Saint-Sulpice, où il fut l'élève d'Arthur-Marie Le Hir. Il gagna ensuite le séminaire français de Rome, et c'est à Rome qu'il fut ordonné prêtre en 1863. Il suivit les cours de l'Université grégorienne, obtint un doctorat en théologie et une licence en droit canon, et ne regagna la France qu'en 1868. Il avait également largement entamé l'étude, qu'il poursuivit toute sa vie, des langues orientales sémitiques (hébreu, araméen, syriaque, arabe). De 1868 à 1878, il appartint au clergé de plusieurs paroisses parisiennes. En 1878, il devint professeur d'Écriture Sainte et de langues orientales à l'Institut catholique de Paris (École supérieure de théologie), qui venait d'être fondé. L'enseignement de l'hébreu fut confié en 1881 à Alfred Loisy (qui donna aussi des cours d'exégèse biblique à partir de 1884, et d'assyrien en 1886). En matière biblique, l'abbé Martin se consacra d'abord à l'interprétation de la Genèse et de l'Exode, puis à partir de 1882 à la critique textuelle du Nouveau Testament, puis à la composition du Pentateuque entre 1886 et 1889. Mais à cause d'ennuis de santé de plus en plus prononcés, Alfred Loisy dut le remplacer à plusieurs reprises. À sa mort, ce fut Fulcran Vigouroux (venant du séminaire Saint-Sulpice) qui lui succéda dans sa chaire, et Loisy en conçut de la déception.

## Publications
Ses cours à l'Institut catholique sur les textes bibliques ont donné lieu aux publications suivantes : Introduction à la critique textuelle du Nouveau Testament (partie théorique), (Paris, 1882-83), Description technique des manuscrits grecs relatifs au Nouveau Testament conservés dans les bibliothèques de Paris (Paris, 1883), Introduction à la critique textuelle du Nouveau Testament (partie pratique) (4 vol., Paris, 1884-86), Origène et la critique textuelle du Nouveau Testament (Paris, Victor Palmé, 1885), Saint Étienne Harding et les premiers recenseurs de la Vulgate latine, Théodulfe et Alcuin (Amiens, Rousseau-Leroy, 1887), La Vulgate latine au XIIIe siècle d'après Roger Bacon (Paris, C. Leclerc, 1888), 
Le texte parisien de la Vulgate latine, Le Museon, 8 (1889) 444-466 ; t. 9 (1890), p. 301-316 [le suite n'a jamais été publiée à cause du décès de l'auteur], Introduction à la critique générale de l'Ancien Testament : De l'origine du Pentateuque (Paris, Maisonneuve, 1889).
Parmi les publications qu'il a consacrées à la langue et la littérature syriaques, on peut citer :
- Jacques d'Édesse et les voyelles syriennes (Paris, 1869) ;
- Œuvres grammaticales d'Aboulfaradj dit Bar Hebreus (texte et commentaire) (Paris, Maisonneuve, 1872) ;
- Syriens orientaux et occidentaux : essai sur les deux principaux dialectes araméens (Paris, Imprimerie nationale, 1872) ;
- Grammatica chrestomathia et glossarium linguæ Syriacæ (Paris 1873) ;
- Syro-chaldaicæ institutiones, seu introductio practica ad studium linguæ aramææ (Paris, Maisonneuve, 1873) ;
- Histoire de la ponctuation, ou De la massore chez les Syriens (Paris, Imprimerie nationale, 1875) ;
- Le pseudo-synode connu dans l'histoire sous le nom de brigandage d'Éphèse, étudié d'après ses actes retrouvés en syriaque (Paris, Maisonneuve, 1875) ;
- Discours de Jacques de Saroug sur la chute des idoles (Leipzig, G. Kreysing, 1875) ;
- Saint Pierre et saint Paul dans l'Église nestorienne (Amiens, E. Glorieux, 1875) ;
- Saint Pierre et le rationalisme devant les Églises orientales (Amiens, A. Douillat, 1876) ;
- Chronique de Josué le Stylite écrite vers l'an 515 (édition du texte, Leipzig, F. A. Brockhaus, 1876) ;
- Pierre Dowaï et la poésie sacrée chez les Maronites (Paris, 1876) ;
- Traité de l'accentuation chez les Syriens orientaux (texte de Jean bar Zoubi, Paris, Imprimerie nationale, 1877) ;
- Saint Pierre et saint Paul dans l'Église syrienne monophysite (Arras, Société du Pas-de-Calais, 1878) ;
- De la métrique chez les Syriens (texte de Sévère bar Shakako, Leipzig, F. A. Brockhaus, 1879) ;
- Le Diatessaron de Tatien (Paris, Victor Palmé, 1883) ;
- « l'Hexaéméron de Jacques d'Édesse », Journal asiatique, ser. 8, t. 11 (1888), p. 155-219 et 401-490.
- Les origines de l'Église d'Édesse et des Églises syriennes (Paris, Maisonneuve, 1889) ;
- Les premiers princes croisés et les Syriens jacobites de Jérusalem (Paris, 1889).

Il s'est également intéressé à l'Église anglicane : « Les partis dans l'Église anglicane » (publié dans Le Correspondant en 1875) ; Anglican-ritualism as seen by a catholic and foreigner : a series of essays with an appendix on the present position of the church in France (Londres, Burns and Oates, 1881).